# Палеа Епидаврос
Палеа Епидаврос (на гръцки: Παλαιά Επίδαυρος) е село в Република Гърция, разположено в Арголида край развалините на античния град Епидавър. В превод името означава Стар Епидавър. Селото има население от 1733 души.

## Личности
Родени в Палеа Епидаврос
- Христос Цолакопулос (1868 – 1923), гръцки военен и революционер